# Indywidualne Mistrzostwa Polski w Zapasach 2006

## Mistrzostwa Polski w Zapasach2006

### Kobiety
14. Mistrzostwa Polski – 13–14 maja 2006, Żary

### Mężczyźni
- styl wolny

59. Mistrzostwa Polski – 12–13 maja 2006, Poznań
- styl klasyczny

76. Mistrzostwa Polski – 13–14 maja 2006, Katowice

## Medaliści

### Kobiety
| Kategoria: | Złoto:                           | Srebro:                          | Brąz:                                                                      |
| 48 kg      | Iwona Sadowska Agros Żary        | Katarzyna Zalewska WLKS Siedlce  | Julita Omilusik Heros Czarny Bór Anna Sznajder Cement Gryf Chełm           |
| 51 kg      | Marta Podedworna Agros Żary      | Sylwia Piwowar Cement Gryf Chełm | Krystyna Guz Cement Gryf Chełm Ewa Łuba MOSiR Grajewo                      |
| 55 kg      | Sylwia Bileńska Dąb Brzeźnica    | Małgorzata Kruza ZTA Zgierz      | Agnieszka Lis Agros Żary Magdalena Skrzypek Suples Kraśnik                 |
| 59 kg      | Aldona Haniszewska ZTA Zgierz    | Agata Pietrzyk Suples Kraśnik    | Joanna Kołodziej Heros Czarny Bór Arleta Wałkuska Dąb Brzeźnica            |
| 63 kg      | Monika Rogień Orlęta Trzciel     | Justyna Barciak Mazowsze Teresin | Sylwia Bujak Agros Zamość Paulina Czerska Gwardia Warszawa                 |
| 67 kg      | Magda Pietrzyk Suples Kraśnik    | Karina Pach Sobieski Poznań      | Paulina Grabowska Gwardia Warszawa Benita Zarzecka ZTA Zgierz              |
| 72 kg      | Ewelina Pruszko Gwardia Warszawa | Agnieszka Wieszczek ZTA Zgierz   | Ewelina Jarosz WLKS Siedlce Klaudia Przybylska Feniks Stargard Szczeciński |

### Mężczyźni

#### Styl wolny
| Kategoria: | Złoto:                                  | Srebro:                             | Brąz:                                                                            |
| 55 kg      | Stanisław Surdyka Stal Rzeszów          | Marcin Pawlak GKS Górnik Łęczna     | Bartosz Natkiewicz LKS Ceramik Krotoszyn Łukasz Stachowiak LKS Ceramik Krotoszyn |
| 60 kg      | Sebastian Kaczmarczyk GKS Górnik Łęczna | Kamil Majkowski AZS-AWF Warszawa    | Łukasz Baran GKS Górnik Łęczna Adam Blok GLKS Osielsko                           |
| 66 kg      | Ryszard Leśniewski Budowlani Łódź       | Adrian Mazan Budowlani Łódź         | Łukasz Góral Budowlani Łódź Adam Sobieraj Grunwald Poznań                        |
| 74 kg      | Krystian Brzozowski GKS Górnik Łęczna   | Szymon Piątkowski Mazowsze Teresin  | Marcin Balawender Budowlani Łódź Radosław Marcinkiewicz GKS Górnik Łęczna        |
| 84 kg      | Radosław Horbik Grunwald Poznań         | Łukasz Bogdan Suples Krapkowice     | Łukasz Dublinowski Orliki Szczecin Łukasz Wiechna GKS Górnik Łęczna              |
| 96 kg      | Mateusz Gucman Grunwald Poznań          | Bartłomiej Bartnicki Budowlani Łódź | Radosław Dublinowski AKS Białogard Piotr Zacharzyński LMKS Krasnystaw            |
| 120 kg     | Arkadiusz Kordus Grunwald Poznań        | Maksymilian Witek GKS Górnik Łęczna | Radosław Jankowski Grunwald Poznań Dawid Lewicki Grunwald Poznań                 |

#### Styl klasyczny
| Kategoria: | Złoto:                                   | Srebro:                            | Brąz:                                                                       |
| 55 kg      | Mariusz Łoś Agros Żary                   | Rafał Pyka Unia Racibórz           | Paweł Kneć Tytan 92 Katowice Robert Omilusik Heros Czarny Bór               |
| 60 kg      | Tomasz Świerk Śląsk Wrocław              | Łukasz Niewiadomski Legia Warszawa | Tomasz Kierpiec Śląsk Wrocław Piotr Puchalski Legia Warszawa                |
| 66 kg      | Sylwester Charzewski Cement Gryf Chełm   | Julian Kwit Śląsk Wrocław          | Marek Okoński Cement Gryf Chełm Maciej Szczepaniak AKS Piotrków Trybunalski |
| 74 kg      | Michał Jaworski AKS Piotrków Trybunalski | Łukasz Fafiński Glinice Radom      | Krzysztof Kowalski GZKS Gorlice Stanisław Stokowski Sobieski Poznań         |
| 84 kg      | Michał Flis Legia Warszawa               | Jarosław Karbownik Granica Gdańsk  | Damian Fedorowicz Agros Żary Seweryn Szreder AZS-AWF Warszawa               |
| 96 kg      | Marek Sitnik Śląsk Wrocław               | Andrzej Deberny Legia Warszawa     | Marek Szustek Legia Warszawa Robert Wajszczuk Podlasie Białystok            |
| 120 kg     | Marek Mikulski Legia Warszawa            | Łukasz Banak Śląsk Wrocław         | Marek Kraszewski Śląsk Wrocław Mariusz Nikiel PTC Pabianice                 |